# Historia de la genética

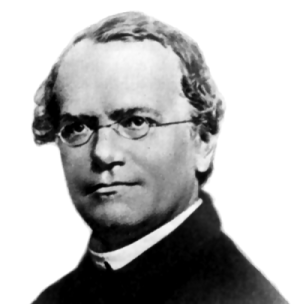
Gregor Johann Mendel

Historia de la genética se considera que comienza por el trabajo del monje Agustino Gregor Mendel. Su investigación sobre hibridación en guisantes, publicada en 1866, describe lo que más tarde se conocería como las leyes de Mendel.
El año 1900 marcó el «redescubrimiento de Mendel» por parte de Hugo de Vries, Carl Correns y Erich von Tschermak, y para 1915 los principios básicos de la genética mendeliana habían sido aplicados a una amplia variedad de organismos, donde destaca notablemente el caso de la mosca de la fruta (Drosophila melanogaster). Bajo el liderazgo de Thomas Hunt Morgan y sus compañeros «drosofilistas», los especialistas en genética  de Mendel desarrollaron la teoría mendeliana-cromosómica de la herencia, la cual fue ampliamente aceptada para 1925. Paralelamente al trabajo experimental, los matemáticos desarrollaron el marco estadístico de la genética de poblaciones, y llevaron la interpretación genética al estudio de la evolución. 
Con los patrones básicos de la herencia genética establecidos, muchos biólogos se volvieron hacia investigaciones sobre la naturaleza física de los genes. En los años cuarenta y a principios de los cincuenta, los experimentos señalaron al ADN como parte de los cromosomas (y quizás otras nucleproteínas) que contenía genes.
El enfoque sobre nuevos organismos modelo tales como virus y bacterias, junto con el descubrimiento en 1953 de la estructura en doble hélice del ADN, marcaron la transición a la era de la genética molecular. La regulación de la expresión génica se volvió un tema central en los años sesenta, y para los años setenta dicha expresión génica podía ser controlada y manipulada utilizando ingeniería genética. Durante las últimas décadas del siglo XX muchos se enfocaron a proyectos genéticos a gran escala, secuenciando genomas enteros.

## Teorías anteriores sobre la herencia

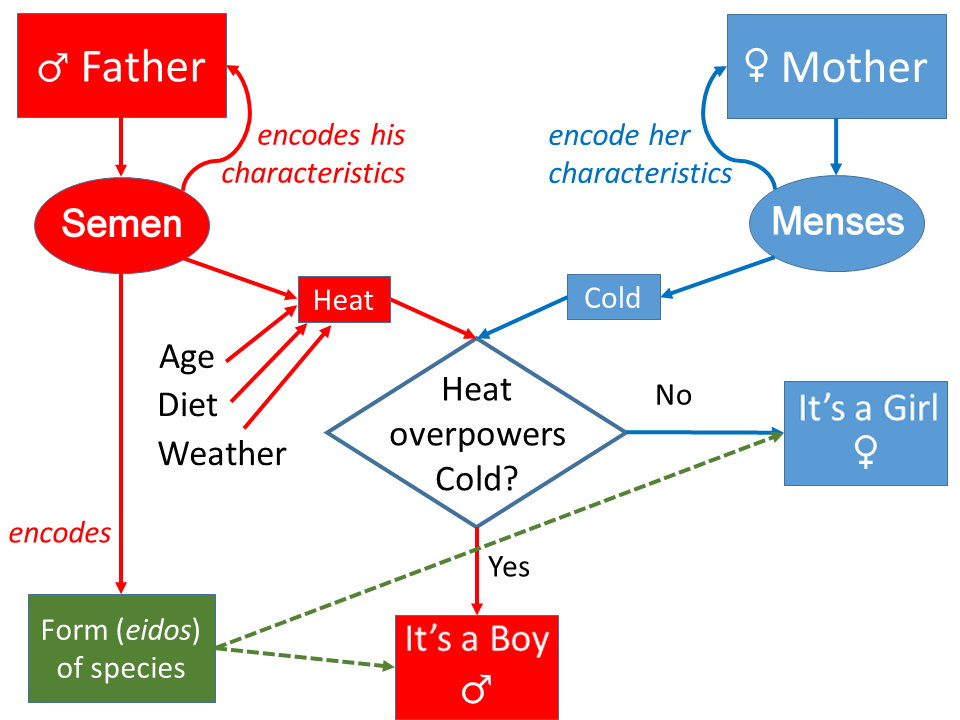
El modelo de Aristóteles de transmisión de movimientos de padres a hijos, y de forma del padre. The model is not fully symmetric.

Las primeras teorías más influyentes de la herencia fueron las de Hipócrates y Aristóteles. La teoría de Hipócrates (posiblemente basada en las enseñanzas de Anaxágoras) era similar a las ideas posteriores de Darwin sobre la pangénesis, involucrando material de herencia que se acumula en todo el cuerpo. Aristóteles sugirió en cambio que el principio dador de forma (no física) de un organismo se transmitía a través del semen (que él consideraba una forma purificada de sangre) y el ciclo menstrual de la madre. Sangre, que interactuaba en el útero para dirigir el desarrollo temprano de un organismo. hecho supuestamente bien establecido que cualquier teoría adecuada de la herencia tenía que explicar. Al mismo tiempo, se consideró que las especies individuales tenían una esencia fija; tales cambios heredados eran meramente superficiales. El filósofo ateniense Epicurus observó familias y propuso la contribución tanto de hombres como de mujeres de caracteres hereditarios ("átomos de esperma"), notaron tipos de herencia dominantes y recesivos y describieron la segregación y la variedad independiente de "átomos de esperma".
El poeta y filósofo romano Lucretius describe la herencia en su obra "De rerum natura".
De este semen, Venus produce una variedad variada de características y reproduce rasgos ancestrales de expresión, voz o cabello; estas características, así como nuestras caras, cuerpos y extremidades, también están determinadas por el semen específico de nuestros parientes.
Marcus Terentius Varro (116-27 a. C.) en su obra sobre "Rerum rusticarum libri tres" describe las crías de abejas y avispas. Sugirió que las avispas nacían de caballos y las abejas de terneros. Otro autor romano  Publius Vergilius Maro también describe ideas similares a Marcus donde sugirió que la avispa y los avispones nacieron del ganado y las abejas de los asnos.
En el siglo IX d. C., el escritor afroárabe Al-Jahiz consideró los efectos del medio ambiente natural sobre la probabilidad de que un animal sobrevivaEn 1000 EC, el médico árabe Abu al-Qasim al-Zahrawi (conocido como Albucasis en Occidente) fue el primer médico en describir claramente la naturaleza hereditaria de la hemofilia  en su Al-TasrifEn 1140 EC, Judah HaLevi describió rasgos genéticos dominantes y recesivos en The Kuzari.

## Los experimentos de Mendel
En experimentos de cruza realizados entre 1856 y 1863, Gregor Mendel trazó por primera vez los patrones hereditarios de ciertos rasgos en plantas de guisante y mostró que obedecían a reglas estadísticas sencillas. A pesar de que no todas las características muestran los patrones de la herencia mendeliana, su trabajo sirvió como prueba de que la aplicación de estadística a la herencia podía ser sumamente útil. A partir de esa época muchas formas más complejas de herencia han sido demostradas.
A partir de su análisis estadístico, Mendel definió un concepto al que llamó alelo, al cual concibió como la unidad fundamental de la herencia. Esta utilización del término alelo es casi un sinónimo del contemporáneo término gen. Sin embargo, en la actualidad alelo indica a una variante específica de un gen en particular.
El trabajo de Mendel se publicó en 1866 bajo el título Experimentos sobre hibridación de plantas (en alemán: "Versuche über Pflanzenhybriden") en las Actas de la Sociedad de Historia Natural de Brno (en alemán: Verhandlungen des Naturforschenden zu Brünn), después de haberlo dado a conocer en dos conferencias de la misma sociedad a principios de 1865.

## Posterior a Mendel, previo al redescubrimiento
El trabajo de Mendel fue publicado en una revista académica relativamente desconocida, y no se le dio ninguna atención en la comunidad científica. En cambio, las discusiones sobre modalidades de la herencia fueron galvanizadas por la teoría de Charles Darwin de la evolución por selección natural, en la cual parecían requerirse mecanismos no lamarquianos de la herencia. La propia teoría de la herencia de Darwin, pangénesis, no encontró mucho nivel de aceptación. Una versión más matemática de la pangénesis, la cual descartaba mucho de los remanentes lamarquistas de Darwin, fue desarrollada como la escuela de la herencia "biométrica" por el primo de Darwin, Francis Galton. Bajo Galton, y su sucesor Karl Pearson, la escuela biométrica intentó construir modelos estadísticos para la herencia y la evolución, con éxito limitado pero auténtico, aunque los métodos exactos de la herencia eran desconocidos y se cuestionaban ampliamente.

## Cronología de la genética
A continuación se listan los acontecimientos más importantes en la historia de la genética a partir de los experimentos de Mendel.

### Genética clásica
La importancia del trabajo de Mendel no se comprendió sino hasta principios del siglo XX, después de su muerte, cuando otros científicos redescubrieron su investigación al trabajar en problemas similares, con lo que se dio inicio a la genética.
1865 Publicación del artículo de Gregor Mendel Experimentos sobre hibridación de plantas
1869 Friedrich Miescher descubre lo que hoy se conoce como ADN.
1880-1890:Walther Flemming, Eduard Strasburger, y Edouard Van Beneden describen la distribución cromosómica durante la división celular.
1903 Walter Sutton establece la hipótesis según la cual los cromosomas, segregados de modo mendeliano, son unidades hereditarias.
1904 William Bateson acuña el término «genética» en una carta dirigida a Adam Sedgwick.
1906 William Bateson propone el término «genética».
1908 Ley de Hardy-Weinberg
1910 Thomas Hunt Morgan demuestra que los genes residen en los cromosomas.
1913 Alfred Sturtevant realiza el primer mapa genético de un cromosoma.
1913 Los mapas genéticos muestran cromosomas con genes organizados linealmente.
1918 Ronald Fisher publica The Correlation Between Relatives on the Supposition of Mendelian Inheritance (en español La correlación entre parientes con base en la suposición de la herencia mendeliana). Comienza la llamada síntesis evolutiva moderna.
1928 Frederick Griffith descubre que el material hereditario de bacterias muertas puede ser incorporado en bacterias vivas.
1931 El entrecruzamiento cromosómico se identifica como la causa de la recombinación genética.
1933 Jean Brachet demuestra que el ADN se encuentra en los cromosomas y que el ARN está presente en el citoplasma de todas las células.
1941 Edward Lawrie Tatum y George Wells Beadle muestran que los genes codifican las proteínas.

### La era del ADN
1943 Hämmerling con su experimento con la Acetabularia Crenulata y A. Mediterránea, determinó que el núcleo de las células contiene la información hereditaria y permite las diferencias tanto físicas como fenotípicas de estas.

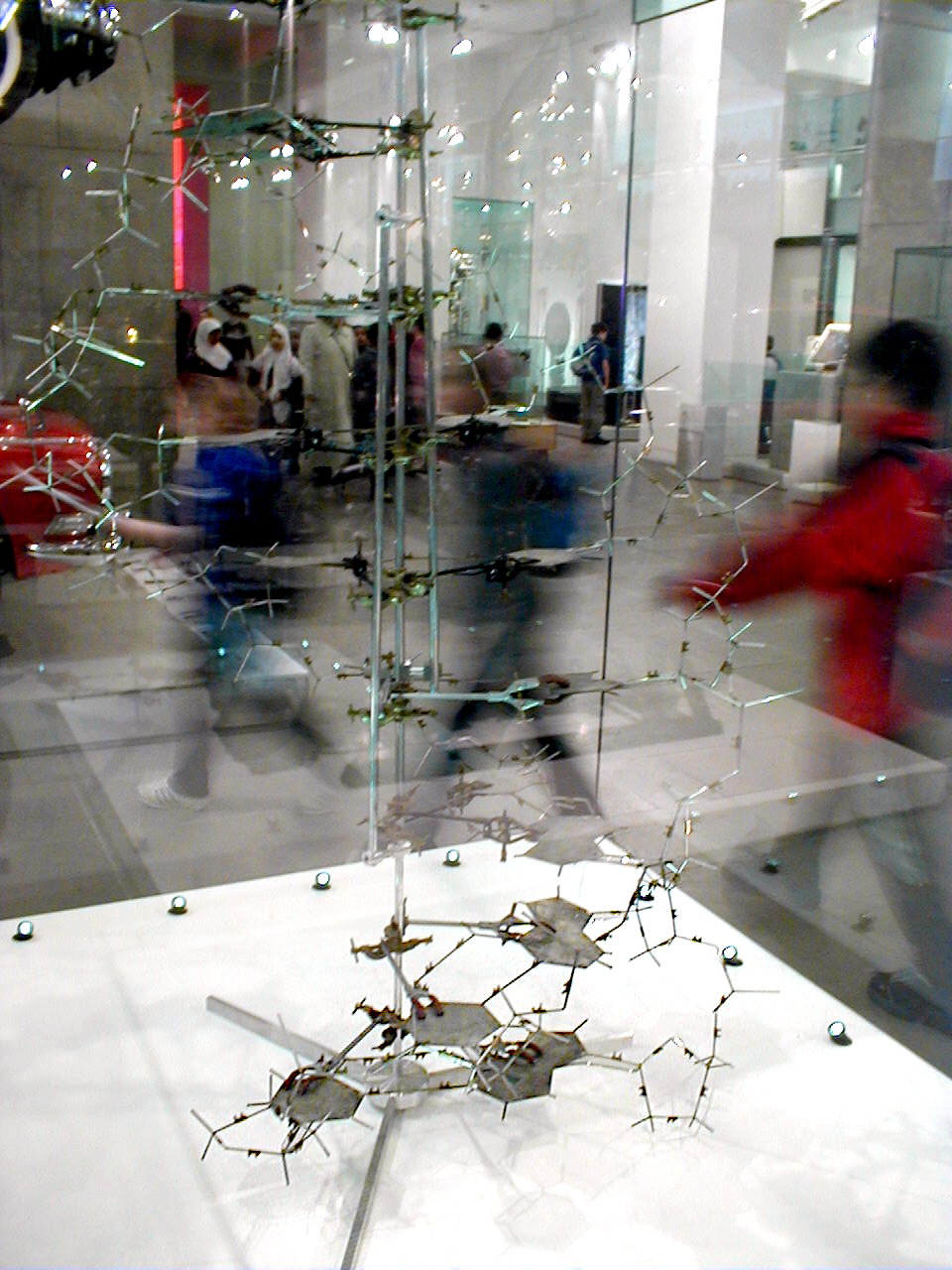
Modelo de ADN construido por Francis Crick y James Watson en 1953.

1944 Oswald Theodore Avery, Colin MacLeod y Maclyn McCarty aíslan ADN como material genético
1950 Erwin Chargaff muestra que los cuatro nucleótidos no están presentes en los ácidos nucleicos en proporciones estables, pero que parecen existir algunas leyes generales. La cantidad de adenina (A), por ejemplo, tiende a ser igual a la de timina (T).
Barbara McClintock descubre los transposones en el maíz.
1952 El experimento Hershey-Chase prueba que la información genética de los fagos (y de todos los organismos) es ADN.
Rosalind Franklin obtiene la llamada Fotografía 51, la primera imagen del ADN realizada mediante difracción de rayos X.
1953 James D. Watson y Francis Crick demuestran la estructura de doble hélice del ADN
1956 Joe Hin Tjio y Albert Levan determinan que es 46 el número de cromosomas en los seres humanos.
1958 El experimento Meselson-Stahl demuestra que el ADN se replica de modo semiconservador.
1961 El código genético se ordena en tripletes o codones.
1962 El experimento de clonación utilizando células no embrionarias, en concreto, células del revestimiento intestinal del renacuajo.Gurdon pensaba que los renacuajos tenían la edad suficiente como para que las células extraídas pudieran ser diferenciadas. Gurdon expuso un óvulo de rana a la luz ultravioleta, lo que destruyó su núcleo. Después, extrajo el núcleo de una célula intestinal de renacuajo y lo implantó en el óvulo enucleado. El óvulo se desarrolló y se convirtió en un renacuajo que era genéticamente idéntico al renacuajo donante del ADN
1964 Howard Temin muestra, utilizando virus de ARN, que la dirección de transcripción ADN-ARN puede revertirse.
1970 Se descubren las enzimas de restricción, lo que permite a los científicos cortar y pegar fragmentos de ADN.

### La era de la genómica
1972 Walter Fiers y su equipo, en el Laboratorio de biología molecular de la Universidad de Gante (Bélgica), fueron los primeros en determinar la secuencia de un gen: el gen para la proteína del pelo del bacteriófago MS2.
1976 Walter Fiers y su equipo determinan la secuencia completa del ARN del bacteriófago MS2
1977 Primera secuenciación del ADN por Fred Sanger, Walter Gilbert y Allan Maxam.
1983 Kary Banks Mullis descubre la reacción en cadena de la polimerasa.
1989 Francis Collins y Lap-Chee Tsui secuencian el gen humano codificador de la proteína CFTR.
1995 Se secuencia por primera vez el genoma de un organismo vivo (Haemophilus influenzae).
1996 Primera secuenciación de un genoma eucariota: Saccharomyces cerevisiae.
1998 Primera secuenciación del genoma de un eucariota multicelular:Caenorhabditis elegans.
2001 Primeras secuencias del genoma humano por parte del Proyecto Genoma Humano y Celera Genomics
2003 El Proyecto Genoma Humano publica la primera secuenciación completa del genoma humano con un 99.99% de fidelidad.